# Konferencja Pugwash w Sprawie Nauki i Problemów Światowych
Konferencja Pugwash w Sprawie Nauki i Problemów Światowych (skrót: Pugwash) – ruch uczonych na rzecz rozbrojenia i pokoju. Nazwa pochodzi od miejsca pierwszego posiedzenia, kanadyjskiej miejscowości Pugwash, gdzie amerykańscy i rosyjscy naukowcy utworzyli tę organizację.
Uczestnicy konferencji odwołali się do ogłoszonego w 1955 roku antywojennego manifestu brytyjskiego filozofa Bertranda Russella, pod którym podpisał się Albert Einstein (nazywanego Manifestem Russella-Einsteina). Pugwash opracowuje raporty dla rządów poszczególnych państw w sprawie broni jądrowej (i innych broni masowej zagłady).
W Polsce XVI Konferencja Pugwash pt. „Rozbrojenie i światowe bezpieczeństwo, głównie w Europie” (Disarmament and World Security, Especially in Europe) odbyła się w dniach 11-16 września 1966 roku w Grand Hotelu w Sopocie, sekretarzem komitetu organizacyjnego był prof. Wiesław Wojnowski. W sierpniu 1982 Pugwash zorganizował również konferencję generalną w Warszawie, na zaproszenie ówczesnych władz. Organizatorem ze strony polskiej był profesor Maciej Nałęcz. Uczestnicy konferencji spotkali się m.in. z Mieczysławem Rakowskim i Wojciechem Jaruzelskim. Jednocześnie uczestnikom konferencji rozdano wydrukowany apel Andrieja Sacharowa, silnie krytyczny wobec polityki Związku Radzieckiego. Konferencji nie przerwało krwawe stłumienie manifestacji w Lubinie. Organizatorzy konferencji tłumaczyli się potem, że starali się zachowywać neutralnie względem władz.
W 1995 organizacja i jej ówczesny prezydent Józef Rotblat otrzymali Pokojową Nagrodę Nobla.
Aktualnie przewodniczącym organizacji jest M.S. Swaminathan.